# Oleria sexmaculata
Espèce
Oleria sexmaculata est une espèce d'insectes lépidoptères, un papillon diurne appartenant à la famille des Nymphalidae, sous-famille des Danainae, à la tribu des Ithomiini, sous-tribu des Oleriina et au genre Oleria.

## Dénomination
Oleria sexmaculata a été décrit par Richard Haensch en 1903 sous le nom initial de Leucothyris sexmaculata.

### Sous-espèces
- Oleria sexmaculata sexmaculata ; présent en Équateur.
- Oleria sexmaculata lerda (Haensch, 1909) ; présent au Brésil et au Pérou.
- Oleria sexmaculata ssp. Willmott & Lamas ; présent en Colombie.
- Oleria sexmaculata ssp. Willmott & Lamas ; présent en Colombie.
- Oleria sexmaculata ssp. Willmott & Lamas ; présent au Pérou[1].

## Description
Oleria santineza est un papillon d'une envergure d'environ 43 mm aux ailes antérieures à bord interne concave.
Les ailes sont transparentes. Les ailes antérieures sont bordées de marron, d'orange entre deux traits marron à l'apex et le long du bord externe. Des traits marron divisent l'aile en plusieurs plages ovalaires transparentes. Les ailes postérieures sont bordées  d'orange entre deux traits marron sur le bord costal et le bord externe.
Le revers est semblable.

## Écologie et distribution
Oleria santineza est présent en Colombie, en Équateur et au Venezuela.

### Protection
Pas de statut de protection particulier.